# 中山賀博
中山 賀博（なかやま よしひろ、1914年（大正3年）1月30日 - 2003年（平成15年）7月21日）は日本の外交官、元駐フランス特命全権大使。広島県出身。

## 略歴
- 1914年（大正3年） - 幾太郎の二男として生まれる。
- 1938年（昭和13年） - 東京帝国大学法学部を卒業。
- 1956年（昭和31年） - 通産省通商局次長に就任。
- 1961年（昭和36年） - 外務省経済局次長に就任。
- 1963年（昭和38年） - 外務省経済局長に就任。
- 1966年（昭和41年） - 駐南ベトナム大使に就任。
- 1967年（昭和42年） - 駐ジュネーヴ国際機構大使に就任。
- 1970年（昭和45年） - 駐フランス大使に就任。
- 1975年（昭和50年） - 退官。
- 2003年（平成15年）7月21日 - 呼吸不全のため、東京都青梅市の病院で死去、89歳[1]。
- その他、青山学院大学教授[2]、新潟鉄工所顧問、日仏賢人会議日本側座長、中東調査会理事長、ホテルオークラ取締役などを務めた。

## 逸話
- 松浦晃一郎は経済局中近東課に勤務していたおり、要人会談要旨に関する電報に対して経済局長の中山から記載の指導があったのをきっかけに午餐に寿司屋に連れて行ってもらった。そこで松浦が「外交官生活で一番大切なこと」を問うたところ、中山は「判断力だ」と即答した。松浦は「四十年にわたる外交官生活の中で、この忠告ほど確信をついたものはなかった」と回想している[3]。

## 受章・受賞
- 1989年（平成元年）11月 - 勲一等瑞宝章を受章[4]。